# Max Petsch
Maximilian Petsch (geb. 1. März 1840 in Berlin; gest. 1888 ebenda) war ein deutscher Maler und Fotograf. Er war Mitgründer und Mitinhaber des bekannten Berliner Portraitfotoateliers Loescher & Petsch.

## Lebensweg
Max Petsch hatte im Alter von 17 Jahren bereits beide Eltern verloren. Sein Vormund wurde der Berliner Pharmazeut und Fotochemiker Ferdinand Beyrich (1812–1869). Max Petsch lernte in der „Droguenhandlung Braumüller“ und arbeitete ab 1860 als Laborant in der Fotochemikalienhandlung seines Vormunds Ferdinand Beyrich. Anschließend, 1861/62, erhielt er eine Ausbildung bei dem Berliner Fotografen Albert Grundner (1825–1888) in „practischer Photographie“. Petsch lernte und arbeitete zusammen mit dem Berliner Fotografen Johann Theodor Prümm (1841–1890).
Ab 1862 betrieb Petsch in der Leipziger Straße 114, ab 1871 in Haus-Nr. 132, mit seinem Schwager Paul Robert Loescher (1836–1914) das Foto-Atelier „Loescher & Petsch“, das für seine besonderen Beleuchtungseffekte in der Porträtfotografie und für seine künstlerische Genrefotografie bekannt wurde. Petsch war zudem Spezialist für Kinderfotografie. 
Paul Loescher war Mechaniker, wurde bei Charles Hoguet (1821–1870) in Paris zum Maler ausgebildet und hat auch während seiner Tätigkeit als Kamera-Operateur für den Berliner Fotografen Carl Günther und später bei „Loescher & Petsch“ nebenher weiter gemalt. Auch Pauls Bruder William Loescher arbeitete bei „Loescher & Petsch“. Paul Loescher soll den Fotochemiker Hermann Wilhelm Vogel (1834–1898) in die Fotografie eingeführt haben.
Das Fotoatelier „Loescher & Petsch“ nahm vor allem Porträtfotos auf, auch von zahlreichen Prominenten, etwa von Kaiser Wilhelm I., Otto von Bismarck, Theodor Fontane und Rudolf Virchow.
Bis in die frühen 1870er Jahre fotografierten „Loescher & Petsch“ auch mit einer Stereokamera. Ihre Stereofotos vertrieb Sophus Williams (1835–1900) und später der Fotoverlag E. Linde & Co., Berlin. 
Das Atelier „Loescher & Petsch“ durfte sich als „Hofphotographen Seiner Majestät des Kaisers und Königs“ bezeichnen. Fotografien von „Loescher & Petsch“ erhielten auf internationalen Ausstellungen zahlreiche Preis-Medaillen; so 1865 in Berlin, 1867 in Paris, 1873 in Wien und 1876 in Philadelphia.
Petsch war Mitglied des Photographischen Vereins zu Berlin und publizierte in dessen Fachzeitschrift, den Photographischen Mitteilungen, zu verschiedenen fotografischen Themen. Die Firma „Loescher & Petsch“ war in ihren späteren Jahren nicht nur ein fotografisches Atelier, sondern auch eine Kunsthandlung und ein Kunstverlag.
Im deutsch-französischen Krieg von 1870/71 kämpfte Petsch bei der Belagerung von Metz unter Generalleutnant Ferdinand von Kummer.
Bald nach seiner Kriegsheimkehr gab Petsch die Fotografie zugunsten der Malerei auf. Er wurde Schüler von Karl Gussow (1843–1907) in Weimar und folgte ihm nach Karlsruhe. Dort wurde er als Blumenmaler sehr erfolgreich. Petsch war Mitbegründer der Malerinnenschule Karlsruhe. Sein Nachfolger bei „Loescher & Petsch“ wurde zunächst Hans Hartmann. 
Petsch war verheiratet; das Ehepaar blieb kinderlos. Er war Bauherr der Villa Petsch in Gernsbach. Petsch' Frau starb im September 1887. Bald darauf, im Frühjahr 1888, erlag Max Petsch im Alter von nur 47 Jahren einem Gallen- und Leberleiden.